# William Edwin Boardman
William Edwin Boardman (* 11. Oktober 1810 in Smithboro, New York; † 4. Februar 1886 in London, England) war ein US-amerikanischer methodistischer, später presbyterianischer Pastor, Sonntagsschullehrer, Autor des Buchs The Higher Christian Life und ein einflussreicher Führer der amerikanischen und englischen Heiligungsbewegung.

## Leben und Wirken
William Edwin Boardman wurde 1810 als ein Sohn von Isaac Smith und Abigail Saltmarsh Boardman geboren. Mit 15 Jahren verließ er seine Familie, um zu studieren und zu arbeiten. Durch seinen Bruder fand er zu einem persönlichen christlichen Glauben. Nach seiner Heirat 1837 und einigen Schicksalsschlägen wie einem Hausbrand und Geldverlust zog das junge Ehepaar 1838 nach Sterling und dann nach Potosi in Illinois, um als Farmer tätig zu sein. Seine Frau las die Lebenserinnerungen von James Brainerd Taylor und wollte ähnliche Erfahrungen mit Gottes Gegenwart machen wie jener. Zudem wurden sie von einem Methodistenpastor beeinflusst, der zur Heiligungsbewegung gehörte, und machten neue geistliche Erfahrungen in den Gottesdiensten der Methodistenkirche. William Boardman wurde ordinierter Methodistenpastor und leitete eine kleine Kirchengemeinde.
Boardman besuchte 1843 bis 1846 das Lane Seminary in Cincinnati, Ohio, um presbyterianischer Pastor zu werden. Dieses Seminar war bekannt für seine klare Haltung im Kampf gegen die Sklaverei und den Alkoholmissbrauch. Danach begann er für die American Sunday School Union, die amerikanische Sonntagsschulvereinigung, zu arbeiten, zudem war er Pastor in Gloucester City, New Jersey. 1851 bis 1852 arbeitete er für die Sonntagsschulen in Detroit, Michigan.
Seine Frau Mary ermutigte ihn, ein Buch über die Heiligung in der Gegenwart Gottes zu schreiben. 1858 wurde A Higher Christian Life veröffentlicht; es wurde häufig gelesen und mehrfach aufgelegt. Die Boardmans zogen nach Los Angeles, wo sie erneut eine presbyterianische Kirchengemeinde leiteten. Dann folgte der Umzug nach Philadelphia, wo sie für den YMCA und die US Christian Commission tätig waren. Während des Bürgerkriegs rekrutierte Boardman Tausende von Freiwillige für Dienste in Kirchen, Spitälern und Straßenküchen. Nach dem Krieg hatte er einen Nervenzusammenbruch, der ihn einen Monat lahmlegte.
1869 schrieb er ein zweites Buch mit dem Titel He That Overcometh: or the Conquering Gospel. Gleichzeitig ging das Paar für ein Jahr nach England, wo sie an verschiedenen Orten über Gottes Heiligkeit und Heiligung sprechen konnten. Zurück in Amerika schrieb er Gladness in Jesus (deutsch: Freude in Jesus). Charles Cullis, ein Freund und Mitstreiter Boardmans, schuf das Williard Street Tract Repository und ließ das Buch The Higher Christian Life neu auflegen. 1870 erlebten sie die Heilung von Lucy Drake, die im folgenden Jahr im Dienst Boardmans zu arbeiten anfing.
1873 reisten die Ehepaare Boardman und Cullis nach Europa, wo sie Dorothea Trudels Gebets- und Glaubenshaus im schweizerischen Männedorf und Johann Christoph Blumhardts Werk in Deutschland aufsuchten. Göttliche Heilung (englisch: divine healing) wurde nun zu einem wichtigen Lehrteil des höheren christlichen Lebens Im selben Jahr schrieb er Faith Work under Dr. Cullis, in Boston, 1875 In the Power of the Spirit, or, Christian Experience in the Light of the Bible und 1881 The Great Physician (Jehovah Rophi) (deutsch: Der große Arzt (Jahwe heilt)). 1873 und 1874 waren spirituell bewegte Jahre mit großen evangelistischen Kampagnen von Dwight Lyman Moody und Ira Sankey. Boardman, Robert Pearsall Smith und seine Ehefrau Hannah Whitall Smith sprachen an verschiedenen Orten in England über Heiligkeit und das Höhere Leben als Christ. T.D. Harford-Battersby, ein Pastor in Keswick, organisierte in seiner Pfarrei Treffen unter dem Thema Convention for the Promotion of Practical Holiness (deutsch: Kongress zur Förderung von praktischer Heiligkeit), die zur Plattform der Heiligungsbewegung wurden.
Boardman gründete bei Elizabeth Baxter in London das Bethshan Healing Home. 1881 lud Boardman seinen Freund Charles Cullis ein, bei der Keswick Convention zu sprechen. Göttliche Heilung (englisch: Divine Healing) wurde zur wichtigen Lehre und er übte seinen Dienst (englisch: ministry) bis zu seinem Tod am 4. Februar 1886 in London aus.

## Familie
1837 heiratete er seine Frau Mary Adams.

## Schriften
- Higher Christian life, 1860; University of Michigan Library, 2005, ISBN 978-1-4255-3406-6; Kessinger Publishing, LLC, 2008, ISBN 978-1-4374-0603-0; Literary Licensing, LLC, 2014, ISBN 978-1-4981-9989-6.
- Faith Work: Under Dr. Cullis In Boston, 1874; Kessinger Publishing, LLC, 2007, ISBN 978-0-548-60920-0.
- In the Power of the Spirit: Or Christian Experience In The Light Of The Bible, 1883, Kessinger Publishing, LLC, 2008, ISBN 978-1-4368-8114-2; Wentworth Press, 2016, ISBN 978-1-373-94590-7.
- Record of the International Conference On Divine Healing and True Holiness Held at the Agricultural Hall, London 1885;  Kessinger Publishing, LLC, 2010, ISBN 978-1-166-29611-7; Legare Street Press, 2023, ISBN 978-1-01-941085-1.
- He that Overcometh; or, a Conquering Gospel, 1869; BiblioBazaar, 2015, ISBN 978-1-354-03355-5.
- The Lord That Healeth Thee', Jehovah-rophi, Legare Street Press, 2023, ISBN 978-1-01-938303-2.